# Joseph René Bellot

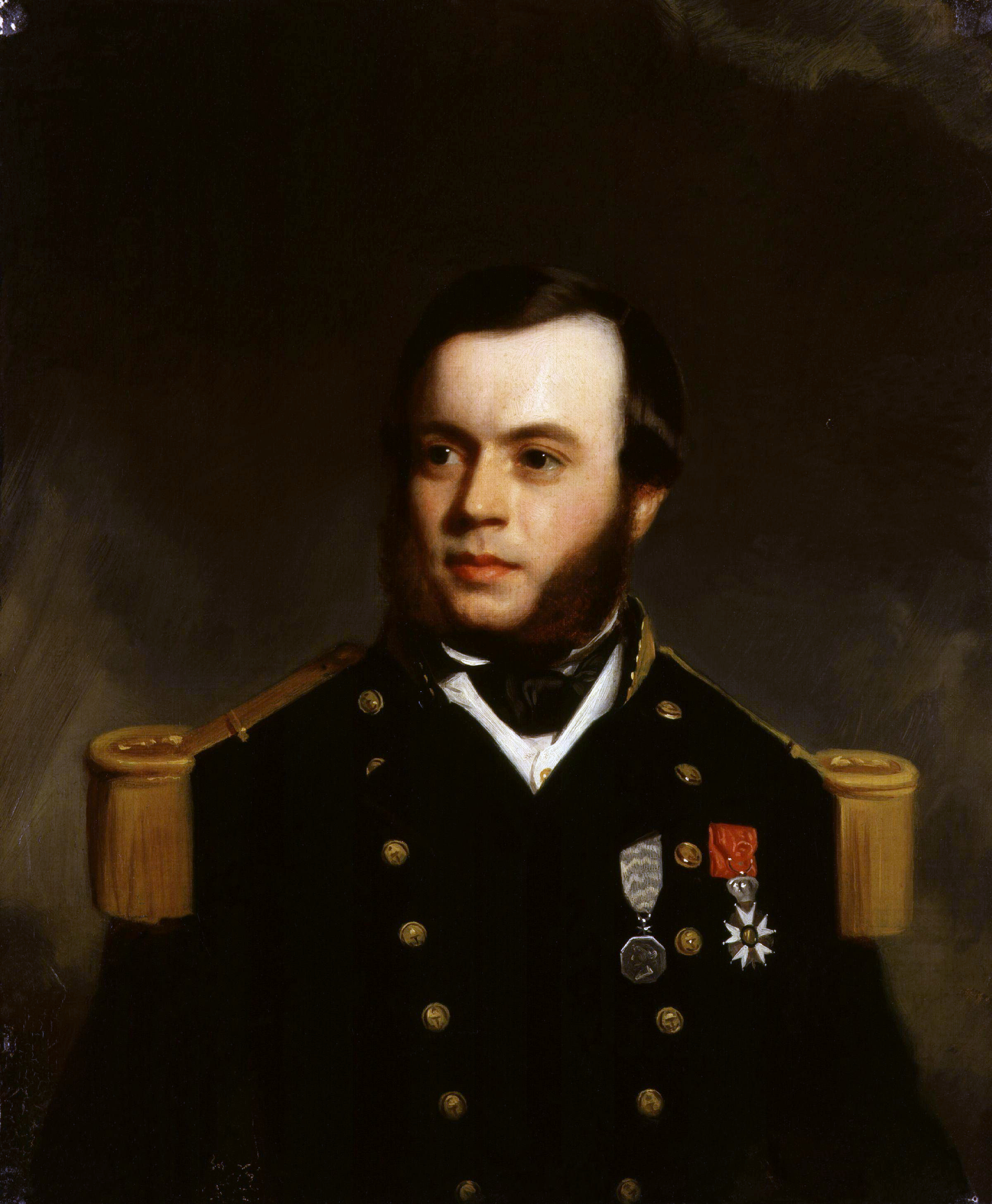
Joseph René Bellot, per Stephen Pearce, 1851

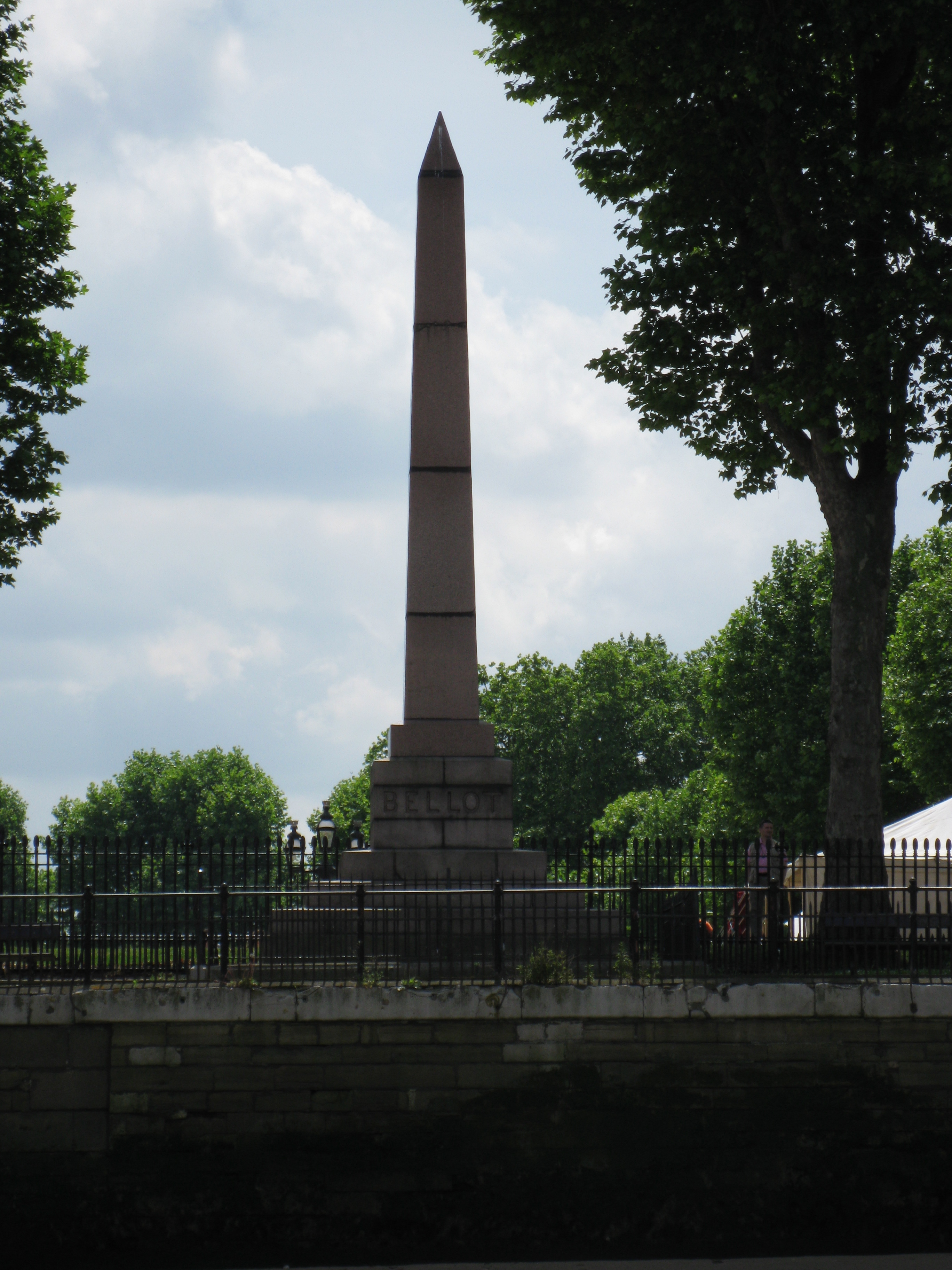
Bellot Memorial

Joseph René Bellot (8 de març de 1826 – 18 d'agost de 1853) va ser un explorador de l'àrtic francès.

## Biografia
Bellot nasqué a París, però la seva família es traslladà a Rochefort el 1831. Als 15 anys entrà a l'Ecole Navale de Brest. El 1845 va participar en l'expedició anglo-francesa a Madagascar, i va rebre la creu de la Legió d'Honor. Més tard participà en una altra expedició anglo-francesa per blocar el Río de la Plata i obrir-lo al comerç.
El 1851 s'uní a l'expedició a l'Àrtic comandada per William Kennedy a la recerca de Sir John Franklin.
El febrer de 1852, Kennedy i Bellot sortiren dels seus quarters d'hivern a Batty Bay en un trineu de gossos fins Brentford Bay, on descobriren l'Estret de Bellot. Continuaren cap a l'oest a Prince of Wales Island fins Ommanney Bay, retornant a Batty Bay via Peel Sound i Cape Walker — un total de 1,800 km (1,100 mi).
L'agost de 1852 desaparegué en una obertura del gel a Wellington Channel.